# Harold Hopkins (Physiker)
Harold Horace Hopkins (* 6. Dezember 1918 in Leicester, East Midlands; † 22. Oktober 1994 in Reading, Berkshire) war ein britischer Physiker.
Hopkins stammte aus ärmlichen Verhältnissen und studierte Physik und Mathematik am University College Leicester. Er schloss sein Studium 1939 ab. Danach war er bei der Optikfirma Taylor, Taylor and Hobson tätig und promovierte 1945. Ab 1947 forschte er am Imperial College und hielt dort Vorlesungen über Optik. 1967 wurde er Professor für Angewandte Optik an der University of Reading. 1977 bis 1980 leitete er dort die Fakultät für Physik. 1984 ging er in den Ruhestand.
Hopkins entwarf für die BBC die erste praktikable Zoom-Linse, was dem Fernsehen wesentlich bessere Außenaufnahmen ermöglichte.
In den 1950er Jahren entwickelte er ein frühes Endoskop mit Glasfaserkabeln, Fibroscope genannt. Versuche zur Bildübertragung mit Glasfasern gab es schon früher, zum Beispiel in den 1930er Jahren durch den deutschen Medizinstudenten Heinrich Lamm, es wurde aber von Hopkins mit tausenden (statt nur 400 wie bei Lamm) Fasern und einer kohärenten Bündelung perfektioniert. Ähnliche Entwicklungen gab es damals auch von anderen Konstrukteuren wie dem Niederländer Abraham van Heel. In den 1960er Jahren entwickelte er in Zusammenarbeit mit der Firma des Deutschen Karl Storz das starre Endoskop mit Stablinsensystem, das er schon 1959 patentieren ließ. Für medizinische Anwendungen verbesserte er das System weiter mit Chirurgen am Royal Berkshire Hospital bevor die ersten Endoskope um 1967 auf den Markt kamen.
Hopkins war auch in den 1970er Jahren an der Entwicklung der Laser Disc bei Philips beteiligt, deren optisches Design er durch eine mathematische Analyse des Systems erheblich verbessern konnte.
1962 führte er Techniken der Fourieroptik und speziell die Modulationsübertragungsfunktion ein. Dafür erhielt er den Thomas Young Prize der Physical Society of London.
1984 erhielt er die Rumford-Medaille der Royal Society, deren Fellow er war. 1990 erhielt er für die Entwicklung des Endoskops die Lister-Medaille und 1978 die Frederic Ives Medal.

## Schriften
- Wave theory of aberrations, Oxford, Clarendon Press 1950